# Летящото приключение на Туити
„Летящото приключение на Туити“ (на английски: Tweety's High-Flying Adventure) е директно на видео американски анимационен филм от 2000 година, продуциран от Том Минтън и Джеймс Т. Уокър, по сценарий на Том Минтън, Тим Кахил и Джули Макнали, и е режисиран от Джеймс Т. Уокър, Карл Тореге, Чарлс Висер и Кюнг Уон Ким, с участието на Туити (озвучен от Джо Аласки).
Филмът също включва други герои от „Шантави рисунки“, включително Силвестър (като главния злодей), Бъгс Бъни, Дафи Дък (и тримата са озвучени от Джо Аласки), Йосемити Сам (Джим Къмингс), Фогхорн Легхорн (Джеф Бенет) и Таз (Къмингс). Лола Бъни (Кат Суси) също направи малка поява като репортерка на новини. Анимацията е направена в чужбина от южнокорейската анимационна компания Koko Enterprises. Филмът е актуализирана подправка на „Около света за 80 дни“ на Жул Верн. Това беше първият (и до този момент единственият) анимационен филм с дълга форма с участието на Туити в главната роля. Много от ключовите творчески хора от телевизионния сериал „Загадките на Силвестър и Туити“ (1995-2002) също са работили по филма, което започна малко след завършването на сериала през май 1999 г. Копродуцентът Том Минтън подбуди проекта, който беше само вторият вътрешно продуциран анимационен филм директно към видео, направен в отдела Warner Bros. Animation в Шърман Оукс, Калифорния. Адаптиран е във видео игра за Game Boy Color през 2000 г. Филмът е издаден на DVD на 18 септември 2007 г.

## Озвучаващ състав
| Изпълнител           | Роля                                                                                            |
| -------------------- | ----------------------------------------------------------------------------------------------- |
| Джо Аласки           | Туити Силвестър Бъгс Бъни Дафи Дък Марвин Марсианеца Полковник Римфайър Ястреба Хоук Пепе ле Пю |
| Джеф Бенет           | Фогхорн Легхорн Бърти                                                                           |
| Джим Къмингс         | Роки Таз Готината котка Хюби                                                                    |
| Джун Форей           | Бабата                                                                                          |
| Стан Фрибърг         | Пийт Пума                                                                                       |
| Т'Кая Кристал Кеймах | Ауга                                                                                            |
| Трес Макнийл         | Работник в самолета Приси Кралица Елизабет II                                                   |
| Роб Полсън           | Сфинкса                                                                                         |
| Франк Уелкър         | Булдогът Хектор Хюго, снежния човек Мъгси                                                       |
| Кат Суси             | Лола Бъни                                                                                       |